# هان يي ري
هان يي ري هي ممثلة كورية جنوبية ولدت في 23 ديسمبر 1984. قامت بدور مونيكا في فيلم ميناري.

## روابط خارجية
- هان يي ري على موقع IMDb (الإنجليزية)
- هان يي ري على موقع قاعدة بيانات الفيلم (الإنجليزية)